# Хатуша
Хатуша ( 𒌷𒄩𒀜𒌅𒊭; Ḫattuša) је био главни град Хетитског царства. Био је смештен у близини данашњег села Богазкале, средишта округа у турској Провинцији Чорум, односно на завоју реке Кизил у централној Анадолији, око 145 km североисточно од Анкаре.
Хатуша је додана на Унесков попис Светске баштине 1986. године.

## Глинене таблице
У руинама старовековног града били су пронађени архиви са тридесетпет хиљада таблица од глине које су писане клинастим писмом. Садржај у њима су чинила државна саопштења, краљевски анали, кореспонденције, научна и лепа литература и други текстови који су водили у делимично познавање хетитског друштва. Научник који је највише заслужан за решавање загонетке хетитскиг писма и језика био је чешки научник и лингвиста Бедржих Хрозни којем је успело да одгонетне језик и писмо 1913. године. Осим клинастог писма које су Хетти преузели од Месопотамије било је у употреби египатски писмо односно њихови хијероглифи.

## Град

### Историја града
Најзначајнији центар племена Хетита велики град опасан зидинама Хатуша био је изграђен у половини 3. миленија п. н. е. и добио је име по својим оснивачима. Око 1800. п. н. е. освојио је град хетитски краљ Аниташ и сравнио га је са земљом. Његов наступник Хатушили I обновио је град и прогласио га је за главни град Хетитске империје и служио је као основица за даља освајања хетитске територије. На перлому 13 и 12. века п. н. е. је град био уништен од стране морских народа бројним ратним европским племенима чији су ратници били наоружани гвозденим оружјем. Град је био отприлике за пола века обновљен и постао је део Фригије. У то доба ту је настала велика светиња Фригијска божица Кубела.

### Град
Град је стајао на узвишењу са три стране је био брањем великим стрмим стенама а са четврте великом провалијом. Распростирао се на површини од око 170 хектара и био је 2 километра дугачак и 1,4 километра широк. У доба највећег процвата град је имао у 13. 12. веку п. н. е. око 10.000 становника. Најзначајнија зграда у граду Хатуша је била палата у којем је било седиште хетитских краљева и она стоји на највишој тачки изнад зидина. Доњи град са главним храмом је постављен нешто ниже. Градске зидине које су опкољавали и неколико мањих утврђења и вештачко језеро величине око 90x60 метара и 31 храмова. У своје време овај град је био један од највећих градова старога века те и данас на човека оставља велики утисак његова величина.

### Зидине
Зидине које су биле о граду дугачке су 6 километара и високе су 6 а широке 8 метара и допуњава их велики број кула. За изградњу ових зидина као и у микенским тврђавама били су употребљени огромни комади тежине од 20 тона. Сматра се вероватно да су хетитски фортификациони инжињери градили утврђења и у Микени и Триниту. У зидинама су три велике капије. Капија на истоку је била оклопљена киповима лавова, а на западу је била капија са рељефима ратника од којих је у данашње доба оистао само један, док се на трећој капији сфинге на југу налазе кипови сфинги по којима је и добила име. На капијама су рељефи богова као и табле са натписима. До даначњег дана остао је велики одбрамбени зид који је био дугачак 250 метара а у основи широк 80 метара. Ту се налази и тунел који је служио као могућност улаза у град и бег из њега у дужили 70 метара који је завршавао малом капијом преко које се могао ненаданим нападом изненадити непријатељ.

### Велики храм
У великом ареалу града налазио се велики број храмова од којих је најзначајнији Велики храм. Храмски комплекс је саграђен на великој вештачкој тераси и потиче из 13. века п. н. е. и посвећен је богу олуја величине је 20.000 m² и највеће је хетитска грађевина која је окружена пространим терасастим надворјима.

### Канализација
Пијаћом водомсе град снабдевао из извора који су се налазили у околини града приводила се у цевима са падом и налажени су и велики резервоари за воду. Даљим важним инсталацијама је била канализација. На местима где се то дозвољавало налазили су се сливници, отпадне воде су се водиле глиненим цевима у камене канале испод улица и њима мимо града.